# Королевство Арагон
Короле́вство Араго́н (араг. Reino d'Aragón, исп. Reino de Aragón, кат. Regne d'Aragó) — государство, существовавшее в 1035—1707 годах на территории современной Испании и Франции. В разное время включало в себя исторические области Арагон, Каталония, Валенсия и Руссильон. Следует различать его с Арагонской короной — федеративной монархией, объединявшей под властью королей Арагона ещё несколько государственных образований.
С 1707 года Арагон стал частью Испании. Своё название королевство получило от протекавшей по его территории реки Арагон. Столицей королевства первоначально был город Хака. Позже столица была перенесена в Сарагосу, отвоёванную у мавров.

## История

### Образование королевства
Территория, которая в будущем вошла в состав Арагона, была в 714—720 годах захвачена арабами во время завоевания Вестготского королевства и включена в состав мусульманского государства Аль-Андалус (позже — Кордовский эмират). Во второй половине VIII века расширяющееся франкское государство Карла Великого вошло в соприкосновение с Кордовским эмиратом. Используя междоусобицы между мусульманскими правителями, франки несколько раз пытались захватить Уэску и Сарагосу, но удалённость этих земель и труднопроходимость Пиренеев для рыцарской конницы способствовали утрате интереса к этим землям у Каролингов. Но на освобождённых территориях под контролем франков была образована Испанская марка, составлявшая вместе с герцогством Гасконь и графством Тулуза рубеж для защиты от арабов. В 798—802 годах франки основали несколько военных плацдармов в области. Франкский граф Ауреоло (ум. 809) установил контроль над Хакой и рядом других замков. Он традиционно считается основателем графства Арагон (также известного как графство Хака), которое в будущем составило ядро королевства Арагон. 
Первоначально графы Хаки были вассалами Каролингских правителей. Но в 820-е годы графы Хака, как и правители соседней Памплоны (Наварры), отказались от вассальных обязательств к франкским правителям. В 844 году бывший франкский граф Галиндо I Аснарес вступил в союз с королём Памплоны Иньиго I Аристой и захватил Хаку. Он стал первым наследственным графом, однако был вынужден признать себя вассалом короля Памплоны. В состав графства входили христианские территории центральной зоны северо-востока Иберийского полуострова. Позже связь с Памплонским королевством упрочилась благодаря династическим бракам с представительницами королевского дома. 
После прекращения местной династии в 943 году Арагон оказался включён в состав Наварры, король которой Гарсия I Санчес женился на наследнице графства. Короли Наварры носили титул графов Арагона на правах личной унии.
В 1035 году умер король Наварры Санчо III Великий, объединивший в своих руках несколько разрозненных христианских испанских королевств. По его завещанию королевство было разделено между четырьмя его сыновьями. Арагон был выделен в отдельное королевство, доставшееся под управление незаконному сыну Санчо, Рамиро I.

### Арагон под управлением династииХименесов
Согласно завещанию Санчо III Рамиро I получил территорию между долинами Ронкаля и Хистаина. Он управлял этими владениями ещё при жизни отца. По названию протекающей по этим землям реки, королевство получило название «Арагон». Традиционно считается, что в 1035 году Рамиро получил королевский титул, но данный титул к нему использовался далеко не во всех документах. Первоначально размеры королевства были незначительны. Желая увеличить свои владения, Рамиро попытался захватить Наварру, которая досталась его брату Гарсии III, однако потерпел поражение в битве при Тафалье и был вынужден отказаться от этих планов. В 1045 году погиб его брат Гонсало Санчес. Поскольку детей у него не было, по его завещанию владения, включавшие графства Собрарбе и Рибагорсу, унаследовал Рамиро. В 1054 году он участвовал в битве при Атапуэрке, в которой король Наварры Гарсия III, был убит другим братом Фердинандом I Кастильским. После этого он подписал [что?] с новым королём Наварры, Санчо IV, по которому к Арагону отходили долина Эска и Вальдонселла.
При Рамиро Арагон начал участвовать в реконкисте — процессе отвоевания земель Пиренейского полуострова, захваченных ранее арабами (маврами). Стремясь ещё больше расширить королевство со стороны Рибагорсы, Рамиро начал войну с маврами, но погиб в 1063 году. Санчо Рамирес, наследник Рамиро I, продолжил начатую отцом войну с маврами. Он захватил ряд крепостей, включая Барбастро, Монсон и Граус, а затем попытался захватить Уэску, но погиб во время её осады в 1094 году.
В 1076 году в результате заговора был убит король Наварры Санчо IV. Не желая отдавать наваррский трон убийце, наваррская знать пригласила на престол Санчо I Арагонского, благодаря чему Арагон и Наварра до 1134 года оказались объединены на правах личной унии.
Наследником Санчо I в Арагоне и Наварре стал его старший сын Педро I. К этому моменту в составе его королевства были земли от Сан-Себастьяна до реки Ногера-Рибагорсана на севере и до реки Эбро (Риоха) на западе. Педро ещё больше расширил владения, закончив в 1096 году начатое отцом завоевание Уэски. В 1101 году он выступил инициатором организации Крестового похода против Сарагосы, однако особых успехов не добился, хотя и покорил в 1101 году Болею, в 1102 — Альмуньенте, а в 1103 — Пирасес. Также Педро оказывал поддержку Сиду Кампеадору. С 1093 года он овладев рядом городов в современной провинции Кастельон, однако эти завоевания были потеряны в 1103 году, когда Альморавиды захватили Валенсию.
Педро умер в 1104 году. Поскольку сыновей у него не было, ему наследовал младший брат Альфонсо I Воитель. Он продолжил расширение королевства. Свои усилия он направил на захват мавританских земель на правом берегу Эбро. В 1118 году он смог овладеть Сарагосой, которая позже стала столицей Арагона. В результате его завоеваний в состав королевства вошли также почти все мавританские крепости в бассейне Эбро, а граница королевства далеко отодвинулась от Эбро в сторону Куэнки и Теруэля. Альморавиды предприняли попытку отвоевать Сарагосу, но в 1120 году Альфонсо разбил их в битве при Кутанде. Позже по призыву мосарабов он предпринял набег на территории Валенсии, Мурсии и Андалусии, но добился только локальных успехов. Ряд крепостей он так и не смог завоевать. На завоёванных землях он заселил 10 тысяч мосарабов.
В 1109 году Альфонсо женился на королеве Кастилии и Леона Урраке. Супруги должны были управлять своими владениями совместно, однако Альфонсо стремился стать единовластным правителем, а также назначал для управления в кастильские замки арагонцев и наваррцев, что вызывало конфликты с кастильской знатью и Урракой. В 1114 году папа римский аннулировал брак Альфонсо и Урраки на основании близкого родства и под угрозой отлучения от церкви потребовал от супругов расстаться. На сторону папы стало высшее духовенство Кастилии и Леона. В ответ Альфонсо начал репрессии, что вызвало войну между Кастилией и Арагоном, в результате чего Альфонсо был вынужден отступить.
Альфонсо умер в 1134 году, не оставив детей. По его завещанию оба королевства должны были отойти к орденам иоаннитов и тамплиеров, однако знать обоих королевств отказалась выполнять его волю. В итоге королём Арагона был выбран Рамиро II, младший брат Педро I и Альфонсо I, в то время как наваррская знать выбрала своим королём Гарсию IV, происходившего из побочной линии наваррской королевской династии. Таким образом личная уния между Арагоном и Наваррой прекратилась.
До избрания на престол Рамиро был монахом, но папа римский освободил его от обета безбрачия. Однако став королём, он не испытывал никакого желания править. Он женился в 1135 году на Агнессе Аквитанской, в 1136 году у него родилась дочь Петронила. Рамиро выбрал ей в качестве мужа графа Барселоны Рамона Беренгера IV. 11 августа 1137 года было заключено соглашение, по которому Петронила становилась невестой графа Барселоны, в случае, если Петронила умрёт до рождения ребёнка, её жених становился королём. В результате фактическим правителем Арагона стал Рамон Беренгер. Сам Рамиро отрёкся от престола в пользу малолетней дочери, вновь отправившись в монастырь.

### Арагон под управлениемБарселонской династии
Брак между Петронилой и Рамоном Беренгером был заключён в 1150 году. Этот брак стал первым шагом к образованию так называемой Арагонской короны — объединение нескольких государственных образований под властью королей Арагона. Рамон Беренгер владел большей частью Каталонии. Ряд графств (Барселона, Осона, Жирона и Сердань) находились под его непосредственным управлением, а некоторые находились от него в вассальной зависимости. Также с 1144 года он был регентом Прованса, где правил его малолетний племянник, Раймонд Беренгер II.
Рамон Беренгер правил Арагоном из Барселоны, бывшей центром его владений, иногда появляясь в Арагоне. Он возвратил некоторые заброшенные после смерти Альфонсо I Воителя земли. Умер он в 1162 году. В 1157 году у него с Петронилой родился сын, ставший после смерти отца и отречения матери в 1164 году правителем земель Арагонской короны под именем Альфонсо II. Он заключил союз с королём Кастилии Альфонсо VIII против Наварры; хотя ему не удалось подчинить королевство, которым управляли его предки, но он смог захватить ряд крепостей. Другим направлением, в котором он стремился расширить свои владения, была Франция. В 1166 году умер его двоюродный брат, граф Прованса, оставивший только дочь по имени Дульса. В 1167 году в соответствии с договорённостями, заключёнными ранее его отцом с императором Священной Римской империи Дульса была отстранена от правления, а Прованс стал владением Альфонсо. В 1172 году к Арагону было присоединено графство Руссильон, а в 1187 году ему принесли вассальную присягу двое гасконских правителей — граф Бигорра и виконт Беарна. В результате под контролем короля Арагона оказалась почти вся Южная Франция, а его политический вес значительно увеличился. Продолжил Альфонсо II и реконкисту, в чём иногда его союзником выступал Альфонсо VIII Кастильский. В 1170 году были захвачены Каспе и земли Альбаррасина, на которых он основал город Теруэль. Дальше пришлось отбивать набеги мавров на Террагону. Во время такого нападения в 1173 году были разорены многие селения в окрестностях столицы королевства, хотя сама Сарагоса не пострадала. Также ему удалось помочь кастильцам захватить Куэнку, в награду король Кастилии освободил его от ленной зависимости. Позже, правда, Альфонсо II вступил в союз с правителями Наварры, Леона и Португалии против короля Кастилии, однако в 1179 году вновь возобновил союзнический договор с Альфонсо VIII, причём они заключили соглашение, по которому был произведён раздел будущих завоеваний в Испании между Арагоном и Кастилией. Также Альфонсо II установил союзнические отношения с королём Англии. В результате образовалась группа государств (Англия, Португалия и Арагон), которая в будущем будет противостоять союзу Франции, Шотландии и Кастилии.
Альфонсо II умер в 1196 году. Наследником Арагона стал его старший сын Педро II, в то время как второй сын, Альфонсо II, унаследовал Прованс. Во время своего правления Педро пришлось столкнуться со сложной политической обстановкой в Южной Франции (Окситании), где постоянно возникали беспорядки. Кроме того, его интересы там столкнулись с противодействием короля Франции, стремившегося расширить свои владения на юг. Также неспокойно было и в Провансе, где знать пыталась отстоять свою независимость от Арагона. В то же время Педро удалось увеличить свои владения: благодаря браку с Марией де Монпелье он присоединил в 1204 году Монпелье; в 1205 году Педро подчинил и графство Урхель.
В 1204 году Педро предпринял действие, которое имело огромное политическое значение для Арагона: он отправился в Рим, где папа Иннокентий III его короновал, в ответ король Арагона признал себя вассалом папы и обязался делать ежегодные выплаты в качестве платы за покровительство. Точно неизвестны причины, которые побудили его к такому шагу. Вероятнее всего Педро стремился получить поддержку папы, а также обладавших большим флотам генуэзцев и пизанцев, в планируемом завоевании Балеарских островов. Также не исключено, что таким образом он планировал решить возникшие проблемы с его французскими владениями. Однако в Арагоне и Каталонии принесённая папе присяга вызвала недовольство знати, заявившей, что без их согласия присяга недействительна. Знать потребовала от Педро отказаться от присяги, но король эти требования отклонил и продолжал делать выплаты папскому престолу. Также Педро II принял титул «католический король».
К 1209 году ситуация в Южной Франции накалилась. Отношения провансальской знати с папой и до этого были весьма натянутыми, поскольку она не стремилась искоренять альбигойскую ересь, которая была распространена в регионе, но теперь они обострились до крайности. В результате папа в 1209 году призвал к крестовому походу против окситанской знати, в первую очередь против графа Тулузы Раймунда VI, женатого на сестре Педро, и Раймунда Роже Транкавеля, виконта Безье, Каркасон (графство) и ряда других владений, вассала Педро. Крестовый поход, получивший название Альбигойского, возглавил французский феодал Симон де Монфор. Крестоносцы захватили принадлежавшие Транкавелю земли, включая Безье и Каркассон, что вызвало недовольство Педро II. В результате он вступил в войну против крестоносцев, которая продолжалась до тех пор, пока при посредничестве папы не был заключён договор, по которому король Арагона признал Симона де Монфора виконтом Безье и Каркассона.
Во время непродолжительного мира Педро принял участие в крестовом походе против мавров, который возглавил Альфонсо VIII Кастильский, чем во многом способствовал в 1212 году победе в битве при Лас-Навас-де-Толоса. Кроме того, ему удалось расширить территорию Арагона за счёт наваррских Айбара и Ронсеваля, кастильского Монкайо, а также ряда мавританских земель на юге. В 1213 году возобновилась война в Окситании против графа Тулузы. Попытки Педро II защитить зятя от захватнических стремлений Монфора успехом не увенчались, поэтому он присоединился к войне, но в том же году в битве при Мюре был разгромлен и погиб.
Хайме I, наследник погибшего короля, был ещё несовершеннолетним, и кроме того, он находился в руках Симона де Монфора. Потребовалось вмешательство папы, чтобы он в 1214 году возвратил короля. Период малолетства короля был отмечен борьбой знати за власть; кроме того, Санчо, брат его деда и регент королевства, и Фернандо, дядя Хайме, пытались присвоить корону. В 1217 году сторонникам юного короля удалось освободить его из крепости Монсон, в которую его поместили, после чего ему с помощью каталонских кортесов удалось восстановить власть, хотя междоусобная борьба среди знати продолжалась. Только в 1227 году Хайме удалось подписать со знатью договор, после чего мир в королевстве был восстановлен.
После восстановления мира свои усилия Хайме отправил на расширение своего королевства. В 1229—1235 годах в ходе им были отвоёваны у мавров Балеарские острова. В 1238 году была завоёвана Валенсия, после чего к титулатуре королей Арагона прибавился ещё и титул «король Валенсии». Далее Хайме к 1253 году удалось завоевать ряд других городов в современной провинции Аликанте, включая имевшие важное значение Хативу и Альсиру. Завоёванные земли король распределял между помогавшей ему знатью. Однако покорение было не окончательным, мавританское население в горных районах дважды восставали, но королю их удалось подавить. После первого восстания он изгнал из Валенсиийского королевства многих мусульман. Только смерть короля помешала изгнать всех мавров. В 1265 году он начал завоевание Мурсийского эмирата, который планировал передать своему зятю, королую Кастилии Альфонсо X. В том же году были захвачены Эльче и Аликанте, а в 1266 году — Мурсия. Мавританскому населению было разрешено остаться, но завоёванные территории были распределены между помогавшим ему феодалами. На эти земли также были переселены каталонские колонисты. Однако по договору с королём Кастилии эта территория была подчинена ему.
Хайме умер в 1276 году. За время его правления политический вес Арагона на Пиренейском полуострове вырос. Кроме того, были заложены основы для будущей экспансии Арагонской короны в Средиземноморье. Много внимания король уделял также внутренней политике, обуздывая знать. Кроме того, он отказался по пример отца поставить королевство в вассальную зависимость от папы. Также был проведён ряд законодательных и финансовых реформ. По его завещанию владения были разделены между двумя сыновьями. Старший, Педро III Великий, получил Арагон, Каталонию и Валенсию, второй сын, Хайме II, получил Балеарские острова и ряд земель в Южной Франции, составив королевство Мальорка.
Став королём, Педро III в первую очередь провозгласил, что Арагон не является вассалом папы римского, к чему его подданные отнеслись благосклонно. Во внутренней политике в первые годы правления ему пришлось бороться со знатью. Ещё будучи инфантом, он воевал против графа Урхеля Эрменгола X, который в итоге признал себя вассалом арагонского короля. Но в 1280 году борьба возобновилась, при этом на сторону графа Урхеля встала вся каталонская знать. Восстание было неудачным, поскольку население Каталонии знать не поддержала. Педро III заключил зачинщиков восстания под стражу. Впрочем, вскоре он их освободил, но обязал, чтобы те возместили причинённый ущерб. Кроме того, Педро III закончил подавление восстания мавров в Валенсии, начавшееся ещё при жизни его отца, после чего изгнал с территории королевства множество мудехаров.
В 1278 году Педро III и его брат, Хайме II, заключили соглашение, по которому король Мальорки признавал себя и своих наследников вассалами короля Арагона. В статусе вассального королевства Мальорка просуществовала до середины XIV века, но в 1344—1349 годах было завоёвано Арагоном. Также Педро III наладил дружеские отношения с Кастилией и Португалией, причём король Португалии Диниш I женился на дочери арагонского короля. Однако его попытка унаследовать Наваррское королевство на основании заключённого в своё время Хайме I с Санчо VII Наваррским договора успехом не увенчалась.
В 1280 году Педро III установил протекторат над Тунисским эмиратом, воспользовавшись узурпацией трона сыном умершего эмира аль-Мостансира, бывшего данником Арагона. Это обеспечило арагонцам выгодные позиции в Африке, а также удобный плацдарм для завоевания Сицилийского королевства.

### Завоевание Сицилии
Педро III был женат на Констанции, дочери короля Сицилии Манфреда. Завоевание Сицилии Карлом I Анжуйским, казнившего Конрадина, последнего представителя династии Гогенштауфенов, дало повод Педро III претендовать на сицилийский трон от имени жены. При этом многие сицилийцы были недовольны узурпацией трона Карлом Анжуйским и вступили в переговоры с королём Арагона. 31 марта 1282 года на Сицилии вспыхнуло восстание, известное как «Сицилийская вечерня». Восставшие призвали на помощь короля Арагона, который в августе высадился в Трапани на Сицилии, а Карл Анжуйский бежал в Италию. В результате последующей войны, продолжавшейся до 1302 года, короли Арагона утвердились на Сицилии. К февралю 1283 года под контролем Педро III оказалось всё побережье Калабрии.
В ответ на завоевание Сицилии папа римский отлучил Педро III от церкви и провозгласил в мае 1284 году королём Карла Валуа, сына короля Франции Филиппа III Смелого и сестры Педро Изабеллы. В том же году начался так называемый Арагонский крестовый поход, в котором приняла участие французская знать, включая короля Филиппа III. В походе принял участие и брат Педро, король Мальорки Хайме II. Несмотря на начальные успехи, в результате которых Карл Валуа был коронован, французы, осадившие Жирону, столкнулись с серьёзными проблемами. В январе 1285 года умер Карл I Анжуйский, в результате чего французская армия в Италии лишилась военачальника, поскольку его наследник, Карл II Хромой, ещё в июне 1284 года попал в плен к арагонцам. Кроме того, арагонцы под командованием адмирала Руджеро Лауриа разбили французский флот, лишив крестоносцев возможности получать подкрепление. Также во французской армии началась эпидемия дизентерии, что привело к серьёзным потерям. В результате армия начала отступать за Пиренеи, но была разгромлена и практически вся погибла в страшной резне. Хотя в Руссильоне война продолжалась.
В октябре 1285 умер король Франции Филипп III, а в ноябре — король Арагона Педро III, готовивший вторжение на Мальорку. Хотя он перед смертью обещал, что вернёт Сицилию папе, но его наследники отказались выполнять его волю. Королём Арагона стал старший сын Педро, Альфонсо III. Также он осуществил запланированное отцом вторжение и захватил Мальорку. В конце 1288 года был заключён Камфраншский договор, по которому папа признавал Сицилию, Мальорку и Руссильон владениями Арагонской короны. Королём Сицилии признавался второй сын Педро III, Хайме I. В ответ Альфонсо обязался выпустить из плена Карла Хромого. Однако после освобождения Карла король Франции и папа римский не выполнили условий соглашения и война продолжилась. В 1291 году был заключён новый договор в Тарасконе, по которому король Арагона был вынужден пойти на уступки.
В 1291 году умер Альфонсо III, не оставив детей, после чего королём Арагона под именем Хайме II стал король Сицилии. В нарушение условий Тарасконского договора он передал Сицилию своему младшему брату Федериго II, после чего война возобновилась. Однако Хайме был заинтересован в мире, поэтому 5 июня 1295 года был вынужден заключить договор в Ананьи, по которому он отказался от прав на Сицилию, а Хайме II Мальоркский вновь получил своё королевство, хотя принёс ленную присягу королю Арагона. Папа же отменил свои буллы об отлучении арагонских королей.
В 1297 году король Арагона добился у папы взамен Сициллии прав на Корсику и Сардинию, при этом он признал себя вассалом папы и обязался платить ему дань. Также король Арагона женился на Бланке Анжуйской, дочери Карла II. Поскольку Федериго Сицилийский отказался признать условия договора, Хайме II был обязан воевать против него. В итоге война возобновилась. Однако вскоре все стороны, которые были изнурены продолжавшимися боевыми действиями, в 1302 году заключили мир, по которому Фадрике признавался королём Сицилии и женился на дочери Карла II, в руках которого оставалось только Неаполитанское королевство. Кроме того, он обязался, что после его смерти Сицилия вернётся к Анжуйской династии, однако это обязательство так и не было выполнено. Сицилийское королевство продолжало управляться потомками Фадрике до 1409 года, когда вновь оказалось включено в состав Арагона.

### Арагонское королевство в XIV веке
Утвердившись на арагонском престоле, Хайме II смог сосредоточиться на испанских проблемах. Ещё его брат, Альфонсо III, вмешался в междоусобицы в Кастилии и Леоне, возникшие после смерти Альфонсо X. По его завещанию его наследником должен был стать внук, Альфонсо де ла Серда, сын рано умершего старшего сына Фернандо, однако второй сын, Санчо IV, лишённый трона, отказался признать завещание отца и захватил престол. Виоланта Арагонская, сестра Педро III Арагонского и вдова Альфонсо X, бежала с внуками в Арагон, где нашла убежище у своего племянника Альфонсо III. В ответ на поддержку прав старшего из внуков, Альфонсо де ла Серда, на кастильский трон она обещала передать королю Арагона Мурсию. Санчо IV Кастильский умер в 1305 году, ему наследовал малолетний сын, Фернандо IV, после чего Хайме II, как и короли Франции и Португалии, поддержал попытку Альфонсо де ла Серда вернуть себе трон. В итоге мир с Арагоном Фернандо IV купил уступкой Хайме II части Мурсии.
Благодаря удачным брачным союзам Хайме удалось расширить владения своей династии. Его второй сын, Альфонсо, в 1314 году унаследовал графство Урхель после смерти бездетного графа Эрменгола X, женившись на его наследнице Терезе. Одну из дочерей он выдал замуж за герцога Австрии, что улучшило отношения с папой. Один из его сыновей, Педро, получил Рибагорсу, а позже Ампурьяс. Также его сын Альфонсо в 1323—1324 годах завоевал обещанную папой Сардинию. Также король Сицилии Фадрике поддержал захват так называемой «Каталонской компанией» Афинского герцогства, правителем которого в 1326 году стал его второй сын Манфред. Представители Арагонской династии управляли им до 1387 года.
Хайме II умер в 1327 году. Его старший сын Хайме отрёкся от престола, поэтому престол унаследовал второй сын Хайме II под именем Альфонсо IV. На завоёванных Сардинии и Корсике часто были восстания, которые поддерживались Пизой и Генуей, главным торговым соперником Арагона. При этом он в 1329—1330 годах начал переселять на Сардинию каталонцев, валенсийцев и арагонцев. Также ему пришлось вести войну с Гранадским эмиратом, закончившейся в 1335 году подписанием мирного договора.
Имея нескольких сыновей от двух браков, Альфонсо решил выделить для своего сына от второго брака, Фернандо часть королевства, создав для этого маркизат Тортосу. В его состав были включены земли Валенсийского королевства от Кастельона до Альбаррасина, Аликанте и Ориуэлы. Однако этот план встретил противодействие у валенсийской знати, которые не желали расчленения своего королевства, а также подчинения кастильцу (мать Фернандо, Элеонора Кастильская, была сестрой короля Кастилии Альфонсо IX), поскольку у них часто происходили столкновения с Кастилией. В итоге Альфонсо был вынужден отказаться от своих планов.
Альфонсо умер в 1335 году. Его наследником стал старший сын, Педро IV. Второй сын, Хайме I, унаследовал Урхель. Он стремился создать средиземноморскую империю, что натолкнулось на противодействие как его родственников, правивших вассальными от Арагона королевствами, так и соседних держав. В 1342 году он схватил прибывшего в Барселону короля Мальорки Хайме III, обвинив его в заговоре против себя, а в 1343 году начал завоевание его королевства, присоединив Мальорку и Руссильон к Арагону. Также в союзе с королём Кастилии он успешно воевал против мавров.
В 1347 году не имевший в это время сыновей Педро IV провозгласил своей наследницей дочь Констанцию, а своего младшего брата Хайме лишил всех титулов и права на наследование короны. Недовольный Хайме отправился в Арагон, где создал Унию знати и городов. Сначала Педро был вынужден подчиниться, но после смерти 19 ноября 1347 года Хайме разделался с ядром Унии и аннулировал Привилегию Унии. В итоге ему удалось одержать окончательную победу над знатью королевства, чем устранил возможность восстаний, подобных сотрясавшим соседнюю Кастилию.
Устранив внутренние проблемы, Педро IV решил устранить причину постоянных восстаний на Сардинии и объявил войну Генуе в союзе с их вечными соперниками — Венецией. Несмотря на несколько одержанных побед, окончательно проблему он решить так и не смог, поскольку его внимание отвлекли испанские проблемы — междоусобицы в Кастилии, где против короля Педро I Жестокого восстала знать, во главе которой стоял его незаконнорожденный брат Энрике Трастамарский. Педро IV решил поддержать Энрике. В 1356 году объявил войну Кастилии, но в 1357 году было заключено перемирие на год. В 1363 году началась новая война, в обмен за помощь Энрике обещал Арагону Мурсию и несколько важных крепостей около границы Кастилии и Арагона. 23 марта 1369 года Педро Жестокий был убит, а новым королём стал Энрике. Союз между двумя государствами был скреплён браком между Хуаном, наследником Энрике, и Элеоноры, дочери Педро IV. Благодаря этому браку Трастамарская династия приобрела права на арагонский престол.
В 1381 году под сюзеренитет Арагона перешло Афинское герцогство, получив те же привилегии, что и Барселона. Однако попытки Педро завладеть Сицилийским королевством были безуспешны. Он умер в январе 1387 года, его сменил старший сын Хуан I.
Хуан I, увлекавшийся охотой и астрологией, практически не занимался управлением государством, которым в основном занималась его жена, Иоланда де Бар. Во время его правления вновь возникло восстание Арбореи на Сардинии, которое Хуану подавить не удалось. Также Арагон потерял Афинское герцогство. Кроме того, в первые годы правления Хуана возникла война с графом Арманьяком, который предъявлял претензии на королевство Мальорку как наследник Хайме III.
Сыновей Хуан не оставил, поэтому после его смерти в 1396 году наследником стал младший брат, Мартин I. Ещё при жизни отца он в качестве регента управлял Сицилийским королевством, на малолетней правительнице которого, Марии, был женат его сын, Мартин Младший. Мария умерла в 1401 году, Мартим Младший — в 1409 году, детей они не оставили, поэтому Мартин Старший стал также королём Сицилии, окончательно присоединив её к Арагону. 
Во время своего правления Мартину I удалось вновь подчинить Сардинию. В 1397 году он организовал крестовый поход против берберов, однако он окончился неудачно. В последние годы его правления вновь восстала Сардиния. К внешним проблемам добавились внутренние, ибо после смерти Мартина Младшего у короля Арагона не было наследников. Для обзаведения потомства он вновь вступил в сентябре 1409 году в брак, но умер 31 мая 1410 года. 

### Арагонское междуцарствие
Смерть Мартина I вызвала кризис престолонаследия. Законных наследников у него не было, сам он наследников не назначил. В 1410—1412 году Арагон оставался без короля. Претендентов на арагонскую корону, находившихся в родстве с покойным королём, было много. Основными претендентами считались племянник покойного короля Фернандо, второй сын короля Кастилии Хуана I и Элеоноры Арагонской, а также граф Урхеля Хайме II, внук младшего брата Педро IV.
|  |  |  |  |  |  |                       |                       |                       |                       |                       |                       |  |  |                                          |                                          |                                          |                                          |                                          |                                          |                     |                     |                         |                         |                         |                         |                         |                         |                        |                        |                        |                        |                        |                        |                     |                     |  |  | Хайме II Арагонский  |                     |                     |                     |                     |                     |  |  |                                     |                                     |                                     |                                     |                                     |                                     |                  |                  |                  |                  |             |             |             |             |  |  |  |  |  |  |  |  |  |  |  |  |  |  |  |  |
|  |  |  |  |  |  |                       |                       |                       |                       |                       |                       |  |  |                                          |                                          |                                          |                                          |                                          |                                          |                     |                     |                         |                         |                         |                         |                         |                         |                        |                        |                        |                        |                        |                        |                     |                     |  |  |                      |                     |                     |                     |                     |                     |  |  |                                     |                                     |                                     |                                     |                                     |                                     |                  |                  |                  |                  |             |             |             |             |  |  |  |  |  |  |  |  |  |  |  |  |  |  |  |  |
|  |  |  |  |  |  |                       |                       |                       |                       |                       |                       |  |  |                                          |                                          |                                          |                                          |                                          |                                          |                     |                     |                         |                         |                         |                         |                         |                         |                        |                        |                        |                        |                        |                        |                     |                     |  |  |                      |                     |                     |                     |                     |                     |  |  |                                     |                                     |                                     |                                     |                                     |                                     |                  |                  |                  |                  |             |             |             |             |  |  |  |  |  |  |  |  |  |  |  |  |  |  |  |  |
|  |  |  |  |  |  |                       |                       |                       |                       |                       |                       |  |  |                                          |                                          |                                          |                                          |                                          |                                          |                     |                     |                         |                         |                         |                         |                         |                         | Альфонсо IV Арагонский | Альфонсо IV Арагонский | Альфонсо IV Арагонский | Альфонсо IV Арагонский | Альфонсо IV Арагонский | Альфонсо IV Арагонский |                     |                     |  |  |                      |                     |                     |                     |                     |                     |  |  |                                     |                                     |                                     |                                     | Педро Арагонский                    | Педро Арагонский                    | Педро Арагонский | Педро Арагонский | Педро Арагонский | Педро Арагонский |             |             |             |             |  |  |  |  |  |  |  |  |  |  |  |  |  |  |  |  |
|  |  |  |  |  |  |                       |                       |                       |                       |                       |                       |  |  |                                          |                                          |                                          |                                          |                                          |                                          |                     |                     |                         |                         |                         |                         |                         |                         | Альфонсо IV Арагонский | Альфонсо IV Арагонский | Альфонсо IV Арагонский | Альфонсо IV Арагонский | Альфонсо IV Арагонский | Альфонсо IV Арагонский |                     |                     |  |  |                      |                     |                     |                     |                     |                     |  |  |                                     |                                     |                                     |                                     | Педро Арагонский                    | Педро Арагонский                    | Педро Арагонский | Педро Арагонский | Педро Арагонский | Педро Арагонский |             |             |             |             |  |  |  |  |  |  |  |  |  |  |  |  |  |  |  |  |
|  |  |  |  |  |  |                       |                       |                       |                       |                       |                       |  |  |                                          |                                          |                                          |                                          |                                          |                                          |                     |                     |                         |                         |                         |                         |                         |                         |                        |                        |                        |                        |                        |                        |                     |                     |  |  |                      |                     |                     |                     |                     |                     |  |  |                                     |                                     |                                     |                                     |                                     |                                     |                  |                  |                  |                  |             |             |             |             |  |  |  |  |  |  |  |  |  |  |  |  |  |  |  |  |
|  |  |  |  |  |  |                       |                       |                       |                       |                       |                       |  |  |                                          |                                          |                                          |                                          | Педро IV Арагонский                      | Педро IV Арагонский                      | Педро IV Арагонский | Педро IV Арагонский | Педро IV Арагонский     | Педро IV Арагонский     |                         |                         |                         |                         |                        |                        |                        |                        |                        |                        |                     |                     |  |  | Хайме I Урхельский   | Хайме I Урхельский  | Хайме I Урхельский  | Хайме I Урхельский  | Хайме I Урхельский  | Хайме I Урхельский  |  |  | Альфонсо де Арагон и Вейя «Старший» | Альфонсо де Арагон и Вейя «Старший» | Альфонсо де Арагон и Вейя «Старший» | Альфонсо де Арагон и Вейя «Старший» | Альфонсо де Арагон и Вейя «Старший» | Альфонсо де Арагон и Вейя «Старший» |                  |                  | Хуан Прадес      | Хуан Прадес      | Хуан Прадес | Хуан Прадес | Хуан Прадес | Хуан Прадес |  |  |  |  |  |  |  |  |  |  |  |  |  |  |  |  |
|  |  |  |  |  |  |                       |                       |                       |                       |                       |                       |  |  |                                          |                                          |                                          |                                          | Педро IV Арагонский                      | Педро IV Арагонский                      | Педро IV Арагонский | Педро IV Арагонский | Педро IV Арагонский     | Педро IV Арагонский     |                         |                         |                         |                         |                        |                        |                        |                        |                        |                        |                     |                     |  |  | Хайме I Урхельский   | Хайме I Урхельский  | Хайме I Урхельский  | Хайме I Урхельский  | Хайме I Урхельский  | Хайме I Урхельский  |  |  | Альфонсо де Арагон и Вейя «Старший» | Альфонсо де Арагон и Вейя «Старший» | Альфонсо де Арагон и Вейя «Старший» | Альфонсо де Арагон и Вейя «Старший» | Альфонсо де Арагон и Вейя «Старший» | Альфонсо де Арагон и Вейя «Старший» |                  |                  | Хуан Прадес      | Хуан Прадес      | Хуан Прадес | Хуан Прадес | Хуан Прадес | Хуан Прадес |  |  |  |  |  |  |  |  |  |  |  |  |  |  |  |  |
|  |  |  |  |  |  |                       |                       |                       |                       |                       |                       |  |  |                                          |                                          |                                          |                                          |                                          |                                          |                     |                     |                         |                         |                         |                         |                         |                         |                        |                        |                        |                        |                        |                        |                     |                     |  |  | Педро II Урхельский) |                     |                     |                     |                     |                     |  |  |                                     |                                     |                                     |                                     |                                     |                                     |                  |                  |                  |                  |             |             |             |             |  |  |  |  |  |  |  |  |  |  |  |  |  |  |  |  |
|  |  |  |  |  |  |                       |                       |                       |                       |                       |                       |  |  |                                          |                                          |                                          |                                          |                                          |                                          |                     |                     |                         |                         |                         |                         |                         |                         |                        |                        |                        |                        |                        |                        |                     |                     |  |  |                      |                     |                     |                     |                     |                     |  |  |                                     |                                     |                                     |                                     |                                     |                                     |                  |                  |                  |                  |             |             |             |             |  |  |  |  |  |  |  |  |  |  |  |  |  |  |  |  |
|  |  |  |  |  |  |                       |                       |                       |                       |                       |                       |  |  |                                          |                                          |                                          |                                          |                                          |                                          |                     |                     |                         |                         |                         |                         |                         |                         |                        |                        |                        |                        |                        |                        |                     |                     |  |  |                      |                     |                     |                     |                     |                     |  |  |                                     |                                     |                                     |                                     |                                     |                                     |                  |                  |                  |                  |             |             |             |             |  |  |  |  |  |  |  |  |  |  |  |  |  |  |  |  |
|  |  |  |  |  |  | Хуан I Арагонский     | Хуан I Арагонский     | Хуан I Арагонский     | Хуан I Арагонский     | Хуан I Арагонский     | Хуан I Арагонский     |  |  | Мартин I Арагонский (Старший)            | Мартин I Арагонский (Старший)            | Мартин I Арагонский (Старший)            | Мартин I Арагонский (Старший)            | Мартин I Арагонский (Старший)            | Мартин I Арагонский (Старший)            |                     |                     | Элеонора Арагонская     | Элеонора Арагонская     | Элеонора Арагонская     | Элеонора Арагонская     | Элеонора Арагонская     | Элеонора Арагонская     |                        |                        | Изабелла Арагонская    | Изабелла Арагонская    | Изабелла Арагонская    | Изабелла Арагонская    | Изабелла Арагонская | Изабелла Арагонская |  |  | Хайме II Урхельский  | Хайме II Урхельский | Хайме II Урхельский | Хайме II Урхельский | Хайме II Урхельский | Хайме II Урхельский |  |  |                                     |                                     |                                     |                                     |                                     |                                     |                  |                  |                  |                  |             |             |             |             |  |  |  |  |  |  |  |  |  |  |  |  |  |  |  |  |
|  |  |  |  |  |  | Хуан I Арагонский     | Хуан I Арагонский     | Хуан I Арагонский     | Хуан I Арагонский     | Хуан I Арагонский     | Хуан I Арагонский     |  |  | Мартин I Арагонский (Старший)            | Мартин I Арагонский (Старший)            | Мартин I Арагонский (Старший)            | Мартин I Арагонский (Старший)            | Мартин I Арагонский (Старший)            | Мартин I Арагонский (Старший)            |                     |                     | Элеонора Арагонская     | Элеонора Арагонская     | Элеонора Арагонская     | Элеонора Арагонская     | Элеонора Арагонская     | Элеонора Арагонская     |                        |                        | Изабелла Арагонская    | Изабелла Арагонская    | Изабелла Арагонская    | Изабелла Арагонская    | Изабелла Арагонская | Изабелла Арагонская |  |  | Хайме II Урхельский  | Хайме II Урхельский | Хайме II Урхельский | Хайме II Урхельский | Хайме II Урхельский | Хайме II Урхельский |  |  |                                     |                                     |                                     |                                     |                                     |                                     |                  |                  |                  |                  |             |             |             |             |  |  |  |  |  |  |  |  |  |  |  |  |  |  |  |  |
|  |  |  |  |  |  |                       |                       |                       |                       |                       |                       |  |  |                                          |                                          |                                          |                                          |                                          |                                          |                     |                     |                         |                         |                         |                         |                         |                         |                        |                        |                        |                        |                        |                        |                     |                     |  |  |                      |                     |                     |                     |                     |                     |  |  |                                     |                                     |                                     |                                     |                                     |                                     |                  |                  |                  |                  |             |             |             |             |  |  |  |  |  |  |  |  |  |  |  |  |  |  |  |  |
|  |  |  |  |  |  | Иоланда Арагонская    | Иоланда Арагонская    | Иоланда Арагонская    | Иоланда Арагонская    | Иоланда Арагонская    | Иоланда Арагонская    |  |  | Мартин I Сицилийский (Младший)           | Мартин I Сицилийский (Младший)           | Мартин I Сицилийский (Младший)           | Мартин I Сицилийский (Младший)           | Мартин I Сицилийский (Младший)           | Мартин I Сицилийский (Младший)           |                     |                     | Фердинанд I Кастильский | Фердинанд I Кастильский | Фердинанд I Кастильский | Фердинанд I Кастильский | Фердинанд I Кастильский | Фердинанд I Кастильский |                        |                        |                        |                        |                        |                        |                     |                     |  |  |                      |                     |                     |                     |                     |                     |  |  |                                     |                                     |                                     |                                     |                                     |                                     |                  |                  |                  |                  |             |             |             |             |  |  |  |  |  |  |  |  |  |  |  |  |  |  |  |  |
|  |  |  |  |  |  | Иоланда Арагонская    | Иоланда Арагонская    | Иоланда Арагонская    | Иоланда Арагонская    | Иоланда Арагонская    | Иоланда Арагонская    |  |  | Мартин I Сицилийский (Младший)           | Мартин I Сицилийский (Младший)           | Мартин I Сицилийский (Младший)           | Мартин I Сицилийский (Младший)           | Мартин I Сицилийский (Младший)           | Мартин I Сицилийский (Младший)           |                     |                     | Фердинанд I Кастильский | Фердинанд I Кастильский | Фердинанд I Кастильский | Фердинанд I Кастильский | Фердинанд I Кастильский | Фердинанд I Кастильский |                        |                        |                        |                        |                        |                        |                     |                     |  |  |                      |                     |                     |                     |                     |                     |  |  |                                     |                                     |                                     |                                     |                                     |                                     |                  |                  |                  |                  |             |             |             |             |  |  |  |  |  |  |  |  |  |  |  |  |  |  |  |  |
|  |  |  |  |  |  | Людовик III Анжуйский | Людовик III Анжуйский | Людовик III Анжуйский | Людовик III Анжуйский | Людовик III Анжуйский | Людовик III Анжуйский |  |  | Федерико, граф Луна (незаконнорожденный) | Федерико, граф Луна (незаконнорожденный) | Федерико, граф Луна (незаконнорожденный) | Федерико, граф Луна (незаконнорожденный) | Федерико, граф Луна (незаконнорожденный) | Федерико, граф Луна (незаконнорожденный) |                     |                     |                         |                         |                         |                         |                         |                         |                        |                        |                        |                        |                        |                        |                     |                     |  |  |                      |                     |                     |                     |                     |                     |  |  |                                     |                                     |                                     |                                     |                                     |                                     |                  |                  |                  |                  |             |             |             |             |  |  |  |  |  |  |  |  |  |  |  |  |  |  |  |  |

В это время часто возникали беспорядки, вызванные борьбой между знатью, сводившей друг с другом счёты. Хайме пользовался популярностью среди населения (особенно в Каталонии и Валенсии), при этом в отличие от Фернандо не был иностранцем. Для решения вопроса о том, кто будет новым королём, 15 февраля 1412 года была создана комиссия, в которую вошли по 3 представителя Арагона, Каталонии и Валенсии. Она 25 июня провозгласила, что королём должен стать Фернандо, ставший новым правителем под именем Фернандо I.
Хайме Урхельский отказался признать этот выбор и восстал. Восстание было широко поддержано, поскольку Фернандо прибыл в Арагон с кастильской армией и окружил себя кастильскими придворными. При этом Хайме нанял гасконских и английских наёмников. Восстание закончилось разгромом графа Урхеля под Балагером. Фернандо обратился к сторонникам Хайме, пообещав прощение всем, кто сложит оружие. В итоге ряды их значительно поредели, а сам Хайме сдался, за что ему была сохранена жизнь. Он умер в 1433 году

### Арагон под управлением династииТрастамара
Фернандо правил недолго и умер в апреле 1416 года. Ему наследовал старший сын, Альфонсо V Великодушный. Фактически всё время своего правления он проводил в войнах за пределами Арагона. Основным поводом к войне послужил тот факт, что королева Неаполя Джованна II, не имевшая детей, усыновила Альфонсо, признав своим наследником. Соперником Джованны за неаполитанскую корону был французский герцог Людовик III Анжуйский, таким образом Джованна надеялась получить союзника. В итоге Альфонсо, усмотрев в этом предложении возможность расширить свои владения, принял его, что привело к возобновлению борьбы против Франции, поддерживавшей Людовика, а также к войне с рядом итальянских правителей. Вначале ему удалось занять Неаполь и Марсель, но в 1434 году умерла Джованна, что привело к возобновлению войны. В 1435 году он попал в плен, но в 1437 году получил свободу и возобновил войну, продолжавшуюся до 1442 года. Неаполь стал его главной резиденцией В 1443 году Альфонсо, который контролировал всю территорию королевства, начал мирные переговоры. Наследником Неаполя он провозгласил своего незаконнорожденного сына Фердинандо, который к тому же в 1447 году стал ещё и герцогом Миланским. В конце своей жизни Альфонсо достаточно успешно воевал с Генуей.
Несмотря на то, что Альфонсо V удалось значительно расширить владения Арагонской короны, его политика привела к кризису в самом Арагоне, который находился под управлением братьев короля и королевы, а также постоянно шли междоусобицы среди знати. Альфонсо умер в 1458 году. Законных сыновей у него не было, поэтому Арагон, Сицилию и Сардинию унаследовал его младший брат Хуан II, а в Неаполе утвердилась побочная линия Арагонского дома.
Хуан II ещё в 1420 году женился на Бланке Наваррской, которая после смерти в 1425 году своего отца, Карла III Благородного, стала королевой Наварры. При этом его больше интересовали внутренние кастильские дела, в которые он постоянно вмешивался. После смерти Бланки в 1441 году возникла проблема престолонаследия в Наварре, престол которой должен был унаследовать её старший сын Карл Вианский, признанный наследником кортесами Наварры. Однако Хуан не желал делиться властью. Пока был жив Альфонсо V, стороны неоднократно прибегали е его помощи, однако после его смерти Карл остался один на один против отца. При этом на сторону принца встали каталонцы, потребовав от арагонского короля провозгласить Карла наследником, но тот отверг это требование. В результате началась гражданская война, охватившая Наварру, Каталонию и Арагон. В результате Хуан вынужден был уступить и по соглашению в Вилафранке, заключённого 21 июня 1461 года, он признал Карла наследником, а также выделил ему в Каталонии владения, на которые обязался не ступать. Однако уже в октябре Карл внезапно умер, в результате чего Хуана обвинили в отравлении принца и гражданская война возобновилась. Продолжалась она в итоге 12 лет, после чего в 1472 году стороны заключили мир. Всем восставшим была объявлена амнистия.
Вскоре после этого началась война с Францией, поскольку Хуан в своё время уступил ей Руссильон за оказанную королём Людовиком XI помощь. Хуан умер в 1479 году незадолго до окончания войны.
Наследником Хуана стал его сын Фернандо II Католик. Он был женат на королеве Кастилии и Леона Изабелле I оказались объединены на правах личной унии. После смерти Изабеллы в 1504 году Арагон и Кастилия на некоторое время формально разделились, но в 1516 году Карл I Габсбург, внук Фернандо и Изабеллы, вновь их объединил, образовав королевство Испания. При этом титул короля Арагона входил в титулатуру королей Испании до 1707 года, когда он окончательно исчез.

## Короли Арагона
Хименесы
- 1035—1063: Рамиро I Санчес (ок. 1008 — 8 мая 1063), король Арагона с 1035, граф Собрарбе и Рибагорсы с 1045, сын короля Наварры Санчо III Великого[2][3].
- 1063—1094: Санчо I Рамирес (1042/1043 — 4 июня 1094), король Арагона, граф Собрарбе и Рибагорсы с 1063, король Наварры с 1076, сын предыдущего[2][4].
- 1094—1104: Педро I (1066/1068 — 27 сентября 1104), король Арагона и Наварры, граф Рибагорсы с 1094, сын предыдущего[2][5].
- 1104—1134: Альфонсо I Воитель (1082/1083 — 7 сентября 1134), король Арагона и Наварры, граф Рибагорсы с 1104, брат предыдущего[2][6].
- 1134—1137: Рамиро II Монах (1086 — 16 августа 1157), король Арагона и граф Рибагорсы в 1134—1137, брат предыдущего[2][8].
- 1137—1164: Петронила (1136 — 17 октября 1174), королева Арагона и графиня Рибагорсы с 1137, дочь предыдущего[2][9].
муж: с 1137 Рамон Беренгер IV (ок. 1113 — 6 августа 1162), граф Барселоны, Осоны, Жироны и Сердани с 1131, принц-регент Арагона и граф Собрарбе и Рибагорсы с 1137, граф-регент Прованса в 1144—1157, маркиз Тортосы с 1148, маркиз Лериды с 1149[2][10].

Барселонский дом
- 1164—1196: Альфонсо II Целомудренный (1/25 марта 1157 — 25 апреля 1196), король Арагона, граф Рибагорсы с 1162, граф Барселоны, Жероны, Осоны и Бесалу с 1162, граф Сердани в 1162—1181, граф Прованса и Жеводана в 1167—1171, граф Руссильона в 1172—1181, граф Пальярс-Хуссы с 1192 сын Петронилы и Рамона Беренгера IV[2][11].
- 1196—1213: Педро II Католик (1174/1176 — 14 сентября 1213), король Арагона, граф Барселоны, Жероны, Осона, Безалу, Пальярс-Хуссы и Рибагорсы с 1196, сеньор Монпелье с 1204, сын предыдущего[2][12].
- 1213—1276: Хайме I Завоеватель (1 февраля 1208 — 27 июля 1276), король Арагона, граф Барселоны, Жероны, Осона, Безалу, Пальярс-Хуссы и Рибагорсы с 1213, сеньор Монпелье с 1213, король Майорки с 1231, король Валенсии с 1238, граф Урхеля в 1231—1236, граф Руссильона и Сердани с 1244, сын предыдущего[2][13].
- 1276—1285: Педро III Великий (1239 — 2/11 ноября 1285), король Арагона и Валенсии, граф Барселоны, Жероны, Осона, Безалу, Пальярс-Хуссы и Рибагорсы с 1239, король Сицилии с 1283, сын предыдущего[2][15].
- 1285—1291: Альфонсо III Щедрый (4 ноября 1265 — 18 июня 1291), король Арагона и Валенсии, граф Барселоны, Жероны, Осона, Безалу, Пальярс-Хуссы и Рибагорсы с 1285, король Мальорки с 1286 (под именем Альфонсо I), сын предыдущего[2][16].
- 1291—1327: Хайме II Справедливый (10 августа 1267 — 5 ноября 1327), король Сицилии (под именем Хайме I) в 1285—1296, король Мальорки в 1291—1295, король Сардинии и Корсики с 1297, король Арагона и Валенсии, граф Барселоны, Жероны, Осона, Безалу, Пальярс-Хуссы с 1291, граф Рибагорсы в 1291—1322, брат предыдущего[2][17].
- 1327—1336: Альфонсо IV Кроткий (1299 — 24 января 1336), граф Урхеля в 1314—1328, король Арагона, Валенсии, Сардинии и Корсики, граф Барселоны, Жероны, Осона, Безалу и Пальярс-Хуссы с 1327, сын предыдущего[2][19].
- 1336—1387: Педро IV Церемонный (5 сентября 1319 — 5 января 1387), король Арагона, Валенсии, Сардинии и Корсики, граф Барселоны, Жероны, Осона, Безалу и Пальярс-Хуссы с 1336, король Майорки, граф Руссильона и Сердани с 1344, сын предыдущего[2][20].
- 1387—1396: Хуан I Охотник (27 декабря 1350 — 19 мая 1396), король Арагона, Валенсии, Майорки, Сардинии и Корсики, граф Барселоны, Жероны, Осона, Безалу, Пальярс-Хуссы, Руссильона и Сердани с 1387, сын предыдущего[2][22].
- 1396—1410: Мартин I Гуманный (1356 — 31 мая 1410), король Арагона, Валенсии, Майорки, Сардинии и Корсики, граф Барселоны, Жероны, Осона, Безалу, Пальярс-Хуссы, Руссильона и Сердани с 1396, король Сицилии (под именем Мартин II) с 1409, брат предыдущего[2][24].
- 1410—1412: Междуцарствие.

Династия Трастамара
- 1412—1416: Фердинанд I Справедливый (27 ноября 1380 — 22 апреля 1416), король Арагона, Валенсии, Майорки, Сицилии, Сардинии и Корсики, граф Барселоны, Жероны, Осона, Безалу, Пальярс-Хуссы, Руссильона и Сердани с 1412, сын короля Кастилии и Леона Хуана I и Элеоноры Арагонской, дочери короля Педро IV[2][25].
- 1416—1458: Альфонсо V Великодушный (1394 — 26 июня 1458), король Арагона, Валенсии, Майорки, Сицилии, Сардинии и Корсики, граф Барселоны, Жероны, Осона, Безалу, Пальярс-Хуссы, Руссильона и Сердани с 1416, король Неаполя с 1435, сын предыдущего[2].
- 1458—1479: Хуан II (29 июня 1398 — 19 января 1479), король Наварры с 1425, король Арагона, Валенсии, Майорки, Сицилии, Сардинии и Корсики, граф Барселоны, Жероны, Осона, Безалу, Пальярс-Хуссы, Руссильона и Сердани с 1458, брат предыдущего[2][27].
- 1479—1516: Фердинанд II Католик (10 марта 1452 — 25 января 1516), король Арагона, Валенсии, Майорки, Сицилии, Сардинии и Корсики, граф Барселоны, Жероны, Осона, Безалу, Пальярс-Хуссы, Руссильона и Сердани с 1476, король Кастилии и Леона в 1475—1504, регент Кастилии и Леона с 1506, король Неаполя с 1503, сын предыдущего[2][28].